# Entoderma colletosporium
Entoderma colletosporium är en svampart som beskrevs av Hanula, Andreadis & M. Blackw. 1991. Entoderma colletosporium ingår i släktet Entoderma, divisionen sporsäcksvampar och riket svampar.   Inga underarter finns listade i Catalogue of Life.